# Historia Paragwaju
Teren obecnego Paragwaju został odkryty w roku 1524 przez Portugalczyka Aleixo Garcię i Włocha Sebastiano Caboto, działających na służbie Korony hiszpańskiej. Przyszłą stolicę, Asunción, założył w roku 1537 Juan de Salazar y Espinosa. Prowincję zorganizował dla Korony hiszpańskiej pod koniec lat 30. XVI wieku Juan de Ayolas. W ten sposób rozpoczęła się długa historia kolonialna Paragwaju – aż do roku 1811, gdy kraj uniezależnił się od Hiszpanii.

## Do 1864 r.

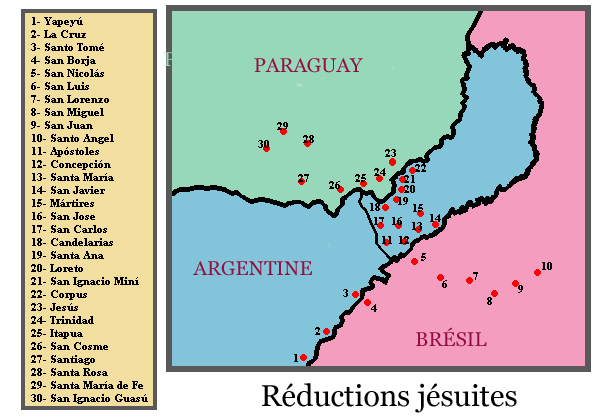
Lokalizacja Redukcji

Pierwotnie obszar współczesnego Paragwaju zamieszkiwali Indianie, w szczególności Guarani. W 1. połowie XVI rozpoczęło się osadnictwo europejskie przez Hiszpanów; w 1537 roku założyli miasto Asunción. Chrystianizację Indian powierzono jezuitom, których misje (reducciones) poskutkowały powstaniem quasi-państwa, zwanego potocznie Republiką Guaranów. Do czasu likwidacji zakonu w 1767 władzę, zarówno duchowną, jak i świecką, sprawowali jezuici. Zanim do tego doszło, przez blisko 150 lat zarządzali blisko 150 tys. Indian Guarani w około 30 reducciones. Po likwidacji zakonu państwo przeszło we władanie ówczesnej Hiszpanii. Do 1776 administracyjnie należało do Wicekrólestwa Peru, a następnie Wicekrólestwa La Platy. W latach 1717–1735 Paragwaj był objęty antykrólewskim powstaniem comuneros (Revolución Comunera). W 1810 doszło do obalenia władzy hiszpańskiej w Buenos Aires, w maju 1811 w Asunción wybuchło powstanie antyhiszpańskie; 11 maja 1811 ogłoszono niepodległość.
Po obaleniu władzy hiszpańskiej szybko wyznaczono juntę przewodzoną przez Fulgencio Yegrosa, w rzeczywistości jednak większy wpływ miał José Gaspar Rodríguez de Francia. Kongres zwołany przez Francię 12 października 1813 proklamował utworzenie Republiki Paragwaju, uniezależniając ją od władz w Buenos Aires. Pierwsze pół wieku niepodległości było dla Paragwaju okresem stabilizacji politycznej i rozwoju gospodarczego pod rządami Francii (od 1814 do 1840, kiedy zmarł), następnie rodziny Lópezów – Carlosa Antonia (1844–1862) i Francisca Solana (1862–1870). W międzyczasie – w 1842 – zniesiono niewolnictwo, a następnie za rządów Carlosa Antonia zlikwidowano misję kościelną (panowała polityka antyklerykalna). Paragwaj był państwem izolowanym – Brazylia uznała jego niepodległość w 1844, Argentyna w 1852, kiedy obalono ówczesnego dyktatora (Juan Manuel de Rosas). Paragwaj prowadził politykę samowystarczalności ekonomicznej, stworzono model państwa o egalitarnym społeczeństwie, w znacznym stopniu kontrolującym gospodarkę, dysponującym większością ziemi i posiadającym monopol w handlu zagranicznym. Carlos Antonio López starał się w swoich rządach „otworzyć” Paragwaj na pozostałe państwa i postępującą modernizację.

## Wojna paragwajska

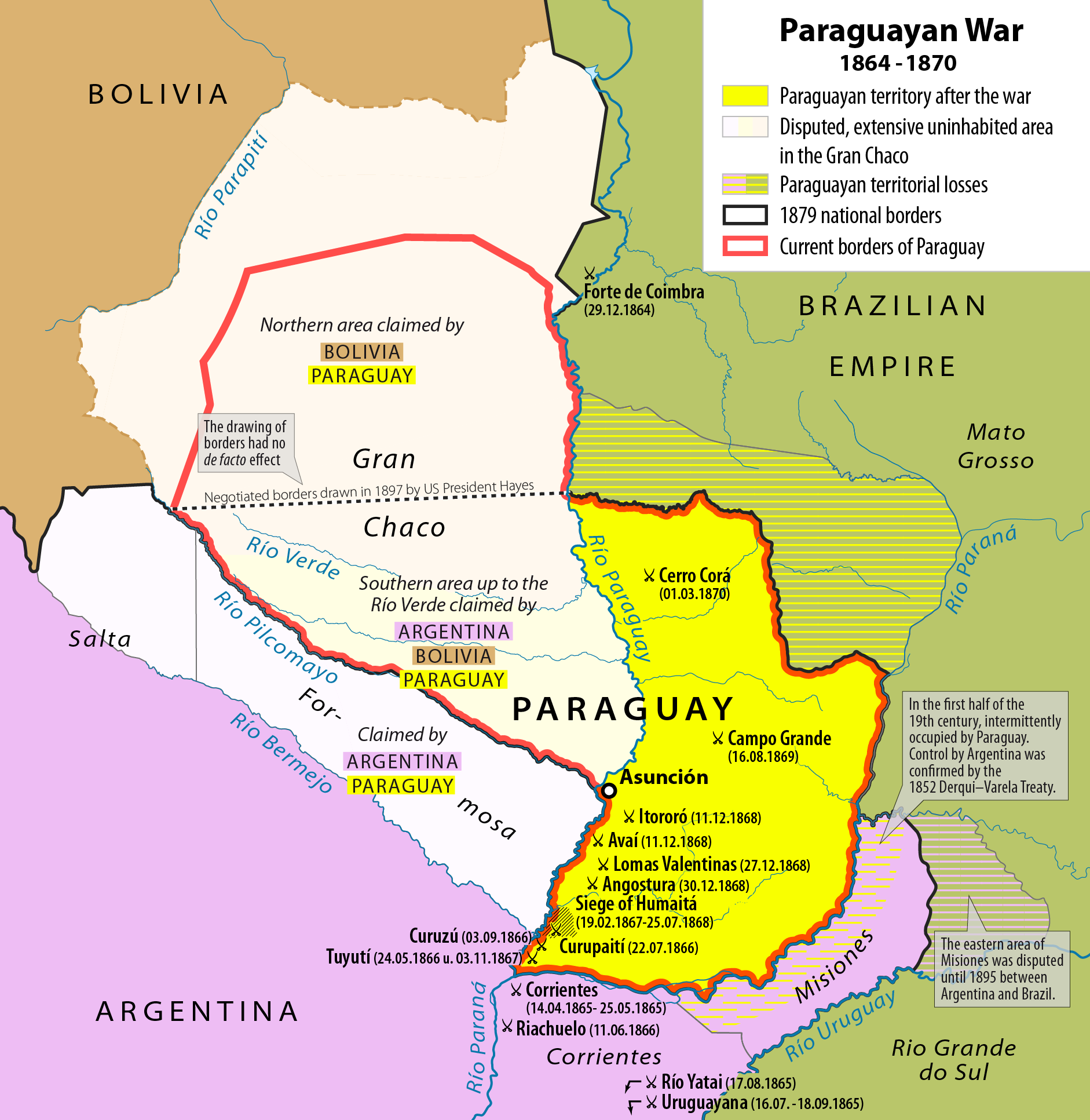
Paragwaj po wojnie zaznaczony na żółto. Kwestia słabo zaludnionego Gran Chaco zostanie rozstrzygnięta dopiero w następnych latach.

W latach 60. XIX wieku Paragwaj był jednym z lepiej rozwiniętych gospodarczo państw w Ameryce Południowej. Stan zmieniła dopiero wojna paragwajska tocząca się z koalicją Brazylii, Argentyny i Urugwaju w latach 1864–1870. Urugwaj, wyniszczony przez wojnę domową, był zagrożony ze strony Brazylii. We wrześniu 1864 Francisco Solano López, zbyt wysoko oceniając możliwości militarne swoich wojsk, opowiadając się po stronie Urugwaju, postanowił zaatakować Brazylię. W listopadzie tego samego roku nakazał przejęcie brazylijskiego parowca i wysłał swoje jednostki do Mato Grosso (wtedy jeszcze prowincji). Kiedy władze argentyńskie nie wyraziły zgody na tranzyt wojsk paragwajskich do Brazylii przez teren Argentyny, López w marcu 1865 wypowiedział wojnę również temu państwu. W maju 1865 został podpisany traktat o trójprzymierzu pomiędzy Brazylia, Argentyną i Urugwajem (w którym ponownie doszło do zmiany władzy). Wojska paragwajskie idące na południe zostały rozgromione pod Uruguaiana (Brazylia) i próba ataku na północno-wschodnią Argentynę zakończyła się zwycięstwem sił trójprzymierza w 1865. Wojna paragwajska dalej toczyła się głównie w południowo-zachodnim Paragwaju w okolicy Humaitá. W maju 1866 López wysłał swoje wojska w okolice fortu Tuyutí (Bitwa pod Tuyuti), starcie także zakończyło się klęską. Dalsze konflikty w latach 1866–1868 wraz z epidemią cholery przetrzebiły populację Paragwaju, prowadząc do śmierci blisko 2/3 populacji. López poległ w bitwie pod Cerro Cora 1 marca 1870.
Pomimo tego, że częściowy rozbiór Paragwaju pozbawił go na rzecz Argentyny i Brazylii ok. 25 proc. terytorium, to jednak ostatecznie udało mu się zachować niepodległość. Istnienie okrojonego państwa uratowała Brazylia, odrzucając argentyńską propozycję całkowitego rozbioru sąsiada i okupując zagrożone przez Argentyńczyków paragwajskie terytoria (chroniąc je w istocie przed zakusami Buenos Aires) aż do 1876 r.

## Sytuacja po wojnie paragwajskiej
Po konflikcie z siłami trójprzymierza Paragwaj pogrążył się w chaosie politycznym. Argentyna wraz z Brazylią rozpoczęły okupację Paragwaju, która trwała do 1876. Rok później powstała konserwatywna Partia Czerwona (Asociación Nacional Republicana – Partido Colorado) oraz Partia Liberalna. Partia Czerwona sprawowała rządy do roku 1904, kiedy to miał miejsce przewrót liberałów (na czele stał Benigno Ferreira). Dzięki temu do władzy doszła Partia Liberalna (która rządziła krajem do 1940 roku). W międzyczasie wyprzedano ziemie państwowe, co doprowadziło do powstania wielkich, prywatnych latyfundiów, i złamano monopol państwowy w handlu zagranicznym, dzięki czemu Paragwaj wyszedł z kryzysu gospodarczego i uzależnił się od obcych kapitałów. Jeszcze w latach 20. XX wieku istniało ryzyko wybuchu wojny domowej (na linii liberaliści–konserwatyści), nasilały się konflikty z Boliwią, które doprowadziły do wojny o Chaco.

## Wojna o Chaco
W wojnie o Pacyfik (zakończonej w 1884) Boliwia utraciła dostęp do morza. Możliwość połączenia z morzem dostrzeżono w rzece Parana. Władze boliwijskie zaczęły rościć sobie prawa do części terytorium spornego leżącego na terenie Gran Chaco; wysyłały w głąb tego regionu zarówno osadników, jak i wojska. Doprowadziło to do wybuchu wojny o Chaco, która rozpoczęła się od nasłania wojsk boliwijskich na paragwajski fort 15 czerwca 1932. Ówczesny prezydent Paragwaju Eusebio Ayala powierzył obronę kraju generałowi Estigarribia, dzięki któremu wojska boliwijskie zostały niemal całkowicie wyparte z Chaco. 12 czerwca 1935 konflikt zakończono przez podpisanie traktatu o złożenie broni. Trzy lata później przy okazji podpisania traktatu pokojowego Boliwia oddała Paragwajowi 3/4 terytorium spornego; konflikt zakończył się zwycięstwem dla Paragwaju.

## Losy po wojnie i reżim Stroessnera
W 1936 miał miejsce zamach stanu; członkowie ruchu febrerystów (febreristas) porwali i uwięzili Ayalę i Estigarribię. Na krótko przejęli władzę, która upadła w 1937. Liberałowie organizowali program febrerystów, jednak krótko. W 1939 Estigarribia został ponownie wybrany na prezydenta. 7 sierpnia 1940 zginął w katastrofie samolotu. Po jego śmierci władzę objął Higinio Morínigo, który przywrócił rządy Partii Czerwonej nie licząc się ze zwolennikami liberalistów. Znaczny wpływ na rządy zdobyła armia. W Paragwaju w 1947 wybuchła wojna domowa (marzec–sierpień). Rok później zwolennicy Partii Czerwonej usunęli ze stanowiska Morínigiego; przez następne sześć lat wybrano sześciu prezydentów. W wyniku wojskowego zamachu stanu w 1954 władzę przejął Alfredo Stroessner. Wcześniej, w trakcie II wojny światowej, Paragwaj opierał się naciskom aliantów, by ograniczyć wpływy niemieckie, dopiero w lutym 1945 wypowiedział wojnę państwom Osi. Koniunktura wojenna (szczególnie zapotrzebowanie na produkty rolne, będące towarem eksportowym Paragwaju) poprawiła sytuację gospodarczą państwa, na czym skorzystała armia, wzmacniając swoją pozycję.
W 1954 roku, w wyniku wojskowego zamachu stanu, władzę objął Alfredo Stroessner. Stroessner podporządkował sobie i rozbudował prawicową Partię Czerwoną, która wraz z wojskiem stała się głównym filarem jego rządów. Członkowie proreżimowej partii cieszyli się ułatwionym dostępem do miejsc pracy i opieki zdrowotnej. Dyktator rządził zmieniając konstytucję tak, by mógł uczestniczyć w kolejnych wyborach i utrzymując stale stan wyjątkowy. Pod pozorami demokracji brutalnie zwalczał opozycję w kraju i za granicą. W kraju stosowano tortury (tj. rażenie prądem czy wbijanie szpilek w paznokcie ofiar), ofiarami zbrodni padali nawet senatorowie. Nagrania krzyków ofiar tortur reżim wysyłał rodzinom ofiar w celu wymuszenia na rodzinach wykupienie ciała zmarłych dysydentów. Do więzienia trafiały setki tysięcy osób a pozostałe tysiące znikały bez żadnego śladu. Wielu działaczy opozycji na skutek prześladowań znalazło się na emigracji (w trakcie operacji Kondor przygotowanej we współpracy z CIA i innymi reżimami kontynentu). Pod jego rządami kraj stał się bezpieczną przystanią dla obalonych dyktatorów i nazistowskich zbrodniarzy (m.in. Josef Mengele). Od drugiej połowy lat 50. reżim Stroessnera był zwalczany przez antyrządową partyzantkę, a od lat 60. także Kościół katolicki.
W polityce gospodarczej rząd udzielił gwarancji (udogodnień) obcym inwestycjom, a dzięki bliskim relacjom z USA uzyskał pomoc gospodarczą i kredyty międzynarodowych organizacji finansowych. Na bogaceniu się kraju wbrew propagandzie Stroessnera korzystali niemal wyłącznie posiadacze ziemscy i najbogatsi biznesmeni. Rząd w pewnej mierze utrzymywał się z przemytu, handlu narkotykami i nielegalną bronią. W 1963 Stronessner przeprowadził reformę rolną (podział ziemi państwowej bez naruszania latyfundiów). W 1983 został wybrany na 7. kadencję. Obalono go 3 lutego 1989 w wyniku wojskowego zamachu stanu Andrésa Rodrígueza.

## Powrót do demokracji
1 maja 1989 Rodríguez zwyciężył w wyborach (74% głosów za). Rodríguez był „człowiekiem numer dwa” w reżimie Stroessnera. Uczestniczył on w przemytach i handlu narkotykami w trakcie rządów junty. Niemniej jednak doprowadził on do znacznej demokratyzacji kraju. 20 czerwca 1992 wdrożono nową konstytucję. Nowy prezydent zezwolił na wolność prasy, zniósł zakaz tworzenia partii o danym stronnictwie i część represyjnych przepisów, zatwierdził prawa człowieka ustanowione przez ONZ i OPA oraz nakazał uwolnić więźniów politycznych.
W następnych wyborach zwyciężył konserwatywny Juan Carlos Wasmosy Monti. W czasie jego rządów dochodziło do licznych afer korupcyjnych, udziału wysokiej rangi urzędników i wojskowych w przemycie narkotyków, praniu brudnych pieniędzy i konfliktu z głównodowodzącym siłami zbrojnymi, generałem Lino Oviedo, który w 1996 dokonał nieudanej próby zamachu stanu. W 1998 został kandydatem na prezydenta jako przedstawiciel Partii Czerwonej, jednak tuż przed wyborami sąd wojskowy skazał go na 10 lat więzienia. Zwyciężył inny przedstawiciel colorados – Raúl Cubas Grau. Trzy dni po objęciu rządów w sierpniu 1998 uwolnił Oviedo. 23 marca zamordowano politycznego oponenta, jakim był Luís María Argaña. W stolicy Paragwaju rozpoczęły się zamieszki, zwolennicy Oviedo otworzyli ogień do uczestników, którzy uważali generała za zamieszanego w morderstwo; zginęło 8 osób. Prezydent ustąpił i wyjechał do Brazylii, zaś Oviedo do Argentyny.
We wrześniu 2002 Transparency International uznała Paragwaj za najbardziej skorumpowany kraj Ameryki Łacińskiej i 3. na świecie. W kolejnych wyborach, 27 kwietnia 2003, wybrany został Nicanor Duarte Frutos z Partii Czerwonej; w trakcie swoich rządów Duarte usunął z Sądu Najwyższego sześciu sędziów oskarżonych o korupcję. W czerwcu 2004 Oviedo wrócił z Brazylii i został skazany za wykroczenia z 1996 (zwolniono go warunkowo w 2007). W 2005 roku rozpoczęła się zbrojna rebelia partyzanckiej Ludowej Armii Paragwaju stworzonej na bazie lewicowej Partii Wyzwolenia Ojczyzny. Walki z partyzantami toczą się do tej pory. Partyzanci przyjęli ideologię łączącą elementy boliwarianizmu, myśli lewicowej i programu Jose Rodrigueza de Francia (przywódcy kraju z XIX wieku). Rebelia uzyskała wsparcie armii partyzanckiej FARC z Kolumbii a założyciele paragwajskiej grupy pierwsze akcje zbrojne przeprowadzili już w 1997 roku, ówcześnie przechodząc przeszkolenie partyzanckie w Chile (z rąk członków Frontu Patriotycznego Manuela Rodrígueza).
Wybory przeprowadzone 20 kwietnia 2008 roku dały zwycięstwo byłemu biskupowi Fernando Lugo z centrolewicowej partii Alianza Patriótica para el Cambio, kończąc 62-letnie rządy Partii Czerwonej. W 2009 okazało się, iż Lugo dochował się syna, podczas gdy był jeszcze biskupem. Zarzekł się, że dokończy swoją 5 letnią kadencję. Cztery lata później, 22 czerwca 2012 po procesie impeachmentu parlament usunął z urzędu Fernando Lugo. Zastąpił go dotychczasowy wiceprezydent Federico Franco. W przyspieszonych wyborach prezydenckich 21 kwietnia 2013 r. zwyciężył kandydat Partii Colorado Horacio Cartes.